# Тротуарний горобець (п'єса)
Тротуарний горобець  — це музична п'єса, яку написав Басар Сабунку з історії життя французької співачки Едіт Піаф . 
П'єса, написана за мотивами книги " Тротуарний горобець  Сімони Берто, вперше була поставлена в Театрі Гюлріза Сурурі-Енгіна Цецара 5 листопада 1982 року. Музика та режисура Есіна Енгіна, хореографія Гейван Мак Міллан, головну роль виконала Гюлріз Сурурі, а також Алі Сурурі, Ігльмас Зафер, Бюлент Ербасар, Олькайто Ахмет Тугсуз, Ердал Озяглар, Севіль і Ісмет Юстекін .
Робота була завершена в 1989 році, і світ отримав серіал із чотирьох епізодів, який був показаний на ТРТ . 